# Carl Wernicke
Pour les articles homonymes, voir Wernicke.
Carl Wernicke, né le 15 mai 1848 à Tarnowitz, arrondissement de Beuthen, province de Silésie, et mort le 15 juin 1905 à Dörrberg, duché de Saxe-Cobourg et Gotha est un neurologue et psychiatre allemand. Il est, avec Paul Broca, un précurseur de la recherche sur les localisations cérébrales par l'aphasiologie, une figure de la neurologie en général, et de la neuropsychologie en particulier. Ses travaux en psychiatrie, longtemps délaissés, fondent la classification la plus valide des psychoses endogènes.

## Travaux en neurologie
Il se fit connaître en particulier par ses travaux sur une zone du cerveau impliquée dans le langage, à laquelle il laissera son nom (l'aire de Wernicke), ainsi qu'au syndrome d'aphasie associé aux lésions de cette zone (aphasie de Wernicke). Son nom est aussi attaché à l'encéphalopathie de Wernicke.
Il fut élève de Théodor Meynert, ce qui explique peut-être que les premiers travaux de Sigmund Freud (inspirés de ce dernier) soient proches de ces concepts.

## Travaux en psychiatrie
Bien qu'essentiellement connu pour ses travaux en neurologie, Carl Wernicke est surtout psychiatre. Mais alors qu’une séméiologie détaillée avait été à l’origine de son succès en neurologie, elle lui vaudra d’être peu suivi en psychiatrie. Sa clinique psychiatrique est considérée comme exagérément détaillée par ses contemporains. De plus son décès précoce ne lui permettra de former qu’un seul élève : Karl Kleist. Ce dernier poursuivra et étendra ses travaux qui avec Karl Leonhard aboutissent en 1968 à une classification très élaborée des psychoses endogènes,,. Longtemps marginalisée, sa validité lui vaut un regain d’intérêt,.